# Ichneumon masoni
Ichneumon masoni är en stekelart som beskrevs av Heinrich 1956. Ichneumon masoni ingår i släktet Ichneumon och familjen brokparasitsteklar. Inga underarter finns listade i Catalogue of Life.